# Wolfgang Mader (Extremsportler)
 Wolfgang Mader (* 21. Februar 1965 in Innsbruck, Tirol) ist ein österreichischer Extremsportler.

## Leben
Mader wuchs bei seinen Eltern Helmut und Edeltraud Mader in Innsbruck, Tirol auf. 
Er besuchte von 1971 bis 1975 die Volksschule Mariahilf und legte im Jahr 1983 am Bundesrealgymnasium Adolf Pichler Platz die Matura ab. Nach der Matura und dem abgeleisteten Militärdienst trat Mader im Jahr 1985 in die Dienste der Tiroler Wasserkraftwerke ein, wo er seit 2001 als Leiter der PR- und Kommunikationsabteilung tätig ist. Von September 1997 bis September 1999 absolvierte Mader an der Universität Innsbruck ein Studium der Politikwissenschaften (Mag. phil.) und promovierte Anfang 2001 im selben Hauptstudiumfach zum Doktor phil. Seine Nebenstudiumfächer waren Sozialpsychologie, Pädagogik und Publizistik.
Im Jahr 1986 heiratete er Ulrike, mit der er drei Kinder hat.

## Sportliche Karriere
Mader war in seiner Jugend hauptsächlich als Leichtathlet (100-Meter- und 200-Meter-Lauf sowie Weitsprung) und in den Sportarten Taekwondo und Fußball tätig. Als Schachspieler brachte er es in den Jahren 1980 bis 1982 zu einigen Tiroler Mannschaftsmeistertiteln. In dieser Zeit experimentierte Mader freizeitmäßig in unterschiedlichen Sportarten wie Eishockey, Skirennsport, Klettern oder Tennis.
Nach einer sportlichen vierjährigen Auszeit aufgrund der Mehrfachbelastung Beruf, Familie und Studium stieg Mader im Jahr 2001 wieder in den Sport ein und wechselte von den Sprintdisziplinen auf die Langstrecken. In den Jahren 2002 bis 2006 absolvierte Mader Marathonläufe in Florenz, Prag, Wien, Frankfurt und New York. Er beendete alle Läufe in einer Zeit unter 3 Stunden und 30 Minuten, seine Bestzeit lag bei 3 Stunden und 17 Minuten in Prag 2004.
Aufgrund einer aufgetretenen chronischen Achillessehnen- und Schleimbeutelentzündung wechselte Mader im Jahr 2006 auf das Rennrad.
Ende 2009 beschloss Mader aufgrund seiner Erfahrungen in den ersten drei Jahren im aktiven Radrennsport auf die ihm besser liegenden und erfolgversprechenderen Langdistanzen und in der Folge auf die Ultralangstreckenrennen zu wechseln.
Im Jahr 2010 errang er mit dem Rennrad den 3. Platz beim Ultramarathon Glocknerman sowie den 5. Platz beim Schweizer Radmarathon.
Mit dem Sieg in Bern qualifizierte sich Mader für das Race Across America.
Im Juni 2011 musste Mader ein Solo-Charity-Projekt nach 30 Stunden Fahrtzeit und 13.000 Höhenmeter aufgrund des viel zu hohen Risikos der Bergabfahrten in der Nacht abbrechen. Am 9.–11. September 2011 (Freitag – Sonntag jeweils 12 Uhr) folgte der offizielle Guinness-Weltrekord in den „meisten gefahrenen Höhenmetern in 48 Stunden“: 25.346 Hm durch 46 Auffahrten von Telfs nach Mösern, je 551 Hm auf etwa 6 km Bergfahrt, also bei 9,2 % Durchschnittssteigung der Bergfahrt. Dieser wurde am 21. April 2012 von Landsmann Jacob Zurl gebrochen.
Am 13. Juni 2012 stand Wolfgang Mader in San Diego, Kalifornien am Start des Race Across America 2012. Er beendete dies auf dem 16. Rang in einer Zeit von 11 Tagen, 16 Stunden und 19 Minuten. Mader ist somit der dritte Tiroler Finisher nach Hansjörg Franz (2000) und Franz Venier (2002). Er war der 16. von 18 Sportlern, die dieses Rennen 2012 absolviert haben. 23 Fahrer gaben auf.
Im September 2013 erlitt er einen Oberschenkeldrehbruch, der operiert werden musste.
Im Oktober 2013 nahm er am Mountainbikerennen Crocodile Trophy in Australien teil.
2014 scheiterte er beim Versuch in zehn Tagen zehnmal die Strecke des Ötztaler Radmarathons zu bewältigen.
Nach einigen Jahren Pause vom Leistungs-Radsport wechselte Mader in die Welt des Hochtouren Bergsportes und bestieg nach einem Jahr Vorbereitung (2020 Großglockner 3.798m; 2021 Großvenediger 3.657m; Polux 4.095m; Weissmies 4.017m) am 11. Juli 2021 Europas höchsten Berg Montblanc 4.806m in einem Zug vom Tal-Ort Chamonix bis zum Gipfel.
Im Februar 2023 musste sich Mader einer Hüftoperation unterziehen und es wurde ihm eine Hüft-Totalprothese eingesetzt. Im Februar 2024 folgte eine Operation eines beidseitigen Leistenbruches. Am 16. Juni 2024 absolvierte der mittlerweile 59-jährige Wolfgang Mader nach einem halben Jahr Vorbereitung mit dem Ironman Austria in Klagenfurt seinen ersten Langdistanz Triathlon in 12h 23min.

## Erfolge als Radsportler

Wolfgang Mader mit dem Guinness World Record Zertifikat 48-h-Höhenmeter-Rekord (2011).

| Jahr | Rennen                                      | Distanz  | Höhenmeter | Durchschnitts- geschwindigkeit | Fahrzeit               | Rang | Quelle |
| ---- | ------------------------------------------- | -------- | ---------- | ------------------------------ | ---------------------- | --- | ------ |
| 2007 | Hungerburgrennen                            |          |            |                                |                        | |        |
| 2007 | Lienzer Dolomitenmarathon                   |          |            |                                |                        | |        |
| 2008 | Lienzer Dolomitenmarathon                   |          |            |                                |                        | |        |
| 2008 | Masters Weltpokal                           |          |            |                                |                        | |        |
| 2008 | WM in St. Johann                            |          |            |                                |                        | |        |
| 2009 | Sechs-Stunden-Radmarathon von Schwanenstadt | 228 km   | 2.200      | 38 km/h                        |                        | Rang 20 von 60 Fahrern                                                                                               | [ 12 ] |
| 2009 | Masters Rundfahrt in Tirol                  | 540 km   | 5.000      |                                |                        | Rang 64 von 100 | [ 13 ] |
| 2009 | Mailand – San Remo                          | 307 km   | 1.800      | 37 km/h                        |                        | Rang 41 von 1.100 Startern                                                                                           |        |
| 2009 | Lienzer Dolomitenradrundfahrt               | 112 km   | 2.400      |                                |                        | Rang 129 von 1.200 Startern                                                                                          | [ 14 ] |
| 2009 | Jeanntex Tour TransAlp                      | 900 km   | 18.600     |                                |                        | Rang 19 | [ 15 ] |
| 2009 | Ötztal Radmarathon                          | 238 km   | 5.500      |                                | 9:30 h                 | unter den ersten 20 % der Starter aller Altersklassen                                                                | [ 16 ] |
| 2010 | Glocknerman                                 | 836 km   | 12.012     |                                | 37:56 h                | 3. Platz overall; 1. Platz Altersklasse 40–50                                                                        | [ 17 ] |
| 2010 | Schweiz Marathon                            | 840 km   | 8.000      |                                | 26:57 h                | 5. Platz overall, Altersklasse 40–50 1. Platz                                                                        | [ 18 ] |
| 2011 | 4-fach Marathon – Soloprojekt               | 1160 km  | 25.400     |                                | 30 h                   | Abbruch nach 30 h (540 km, 15.500 Hm) aufgrund der Witterungsbedingungen und der zu großen Risiken bei den Abfahrten |        |
| 2011 | 48-h-Höhenmeter-Weltrekord                  | 552 km   | 25.346     |                                | 48 h                   | Weltrekord |        |
| 2012 | Race Across America                         | 4.809 km | 58.000     |                                | 11 Tage 16 h 19 min    | Rang 16 von 41 gestarteten Fahren, 18 kamen ins Ziel                                                                 | [ 19 ] |
| 2013 | Crocodile Trophy                            | 815 km   | 14.050     |                                | 1 Tag 22 h 12 min 16 s | Rang 50 | [ 20 ] |

## Weitere sportliche Erfolge
| Jahr | sportlicher Erfolg | Quelle |
| ---- | --- | ------ |
| 2018 | Karwendellauf 52km und 2.200 Höhenmeter in 6h 30min                                                                                         | [ 21 ] |
| 2020 | Besteigung Großvenediger (3.657m) |        |
| 2020 | Besteigung Großglockner (3,798m über den Stüdlgrat)                                                                                         |        |
| 2021 | Besteigung Polux (4.095m) |        |
| 2021 | Besteigung Weissmies (4.017m) |        |
| 2021 | Besteigung Montblanc (4.806m) in einem Zug                                                                                                  |        |
| 2024 | Finisher Ironman Austria (Klagenfurt) 3,8km Schwimmen, 180km 2.100 Höhenmeter Rad, 42,195km Marathon Lauf in einer Gesamtzeit von 12h 23min | [ 22 ] |
| 2024 | Karwendellauf 52km und 2.200Höhenmeter in 6h 54min                                                                                          | [ 23 ] |